# Superior (Wisconsin)
Superior település az Amerikai Egyesült Államok Wisconsin államában, Douglas megyében, melynek megyeszékhelye is. Lakosainak száma 26 751 fő (2020. április 1.).

## Népesség
A település népességének változása:

| 2010 | 27 244 |
| 2020 | 26 751 |